# Prothetiek

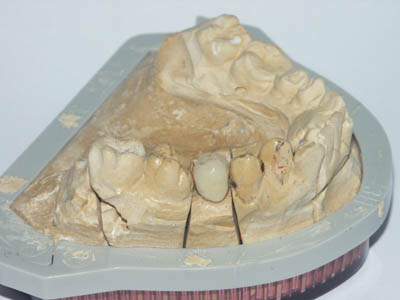
kroon op model

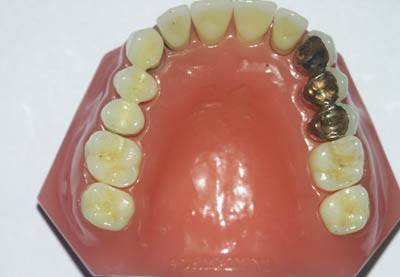
brug op model

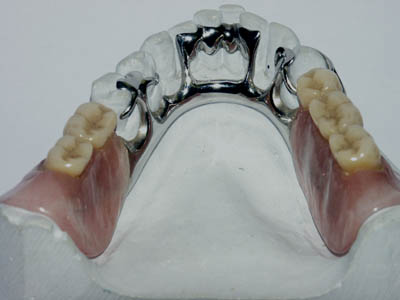
Frameprothese

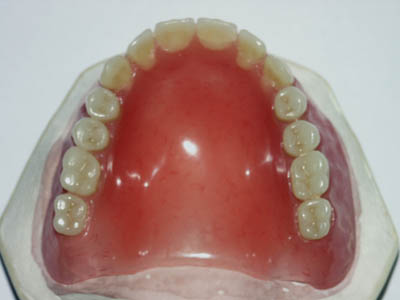
Totale prothese

Prothethiek is een begrip uit de tandheelkunde en omvat alles wat te maken heeft met vervangers van de klassieke tanden, gaande van kronen, bruggen, partiële protheses tot totale protheses.

## Kronen
Op een beslepen natuurlijk element of een implantaat, plaatst men een kunstmatige tandkroon, ter vervanging van de natuurlijke. Deze kunstmatige tandkroon kan gemaakt zijn van een metaal zoals goud en/of porselein of zirkoniumdioxide. In combinatie met een pontic vormen ze bruggen.

## Bruggen
Bruggen maken een verbinding tussen twee pijlers. De brug omvat verschillende pontics of kronen, die tussen twee of meer pijlers opgehangen worden. Deze pijlers kunnen natuurlijke tanden of implantaten zijn.

## Partiële prothese
Plaatprothesen, frameprothesen en  overkappingsprothesen  zijn  gedeeltelijke tandheelkundige prothesen, die bij patiënten met nog deels natuurlijke tanden geplaatst worden ter vervangen van de verloren gegane elementen. 
Hierbij steunt het kunstmatige gebit deels af op de weke delen in de mond en deels op de natuurlijke tanden of implantaten.

## Totale of volledige prothese
De prothese rust geheel op het slijmvlies, het wordt geplaatst bij de volledig tandeloze patiënt om de kauwfunctie te herstellen.